# Unterseeboot 421
L'U-421 est un U-Boot type VIIC utilisé par la Kriegsmarine pendant la Seconde Guerre mondiale.
Le sous-marin fut commandé le 10 avril 1941 à Dantzig (Danziger Werft), sa quille fut posée le 20 janvier 1942, il fut lancé le 24 septembre 1942 et mis en service le 13 janvier 1943, sous le commandement du Leutnant zur See Hans Kolbus.

## Conception
Unterseeboot type VII, l'U-421 avait un déplacement de 769 tonnes en surface et 871 tonnes en plongée. Il avait une longueur totale de 67,10 m, un maitre-bau de 6,20 m, une hauteur de 9,60 m, et un tirant d'eau de 4,74 m. Le sous-marin était propulsé par deux hélices de 1,23 m, deux moteurs Diesel F46 de six cylindres produisant un total de 2 060 à 2 350 kW en surface et de deux moteurs électriques Siemens-Schuckert GU 343/38-8 produisant un total 550 kW, en plongée. Le sous-marin avait une vitesse en surface de 17,7 nœuds (32,8 km/h) et une vitesse de 7,6 nœuds (14,1 km/h) en plongée. Immergé, il avait un rayon d'action de 80 milles marins (150 km) à quatre nœuds (7,4 km/h; 4,6 milles par heure), en surface, son rayon d'action était de 8 500 milles nautiques (soit 15 700 km) à 10 nœuds (19 km/h).
L'U-421 était équipé de cinq tubes lance-torpilles de 53,3 cm (quatre montés à l'avant et un à l'arrière) et embarquait quatorze torpilles. Il était équipé d'un canon de 8,8 cm SK C/35 (220 coups) et d'un canon anti-aérien de 20 mm Flak.

## Historique
Il sert dans la 8. Unterseebootsflottille jusqu'au 31 octobre 1943, dans la 9. Unterseebootsflottille jusqu'au 31 mars 1944 et dans la 29. Unterseebootsflottille jusqu'à sa perte.
L'U-421 n'a ni coulé ni endommagé de navire au cours des deux patrouilles (107 jours en mer) qu'il effectue. Le sous-marin a également participé à six meutes, ou groupes de combat.
Il est coulé le 29 avril 1944, en Méditerranée dans le port militaire de Toulon à la position 43° 07′ N, 5° 55′ E, par des bombes lors d'un assaut aérien américain.
L'épave est renflouée après-guerre puis démolie en 1946.

### Meutes
L'U-421 prend part à six Rudeltaktik ("meutes de loups") :
- Coronel (4–8 décembre 1943)
- Coronel 1 (8–14 décembre 1943)
- Coronel 2 (14–17 décembre 1943)
- Föhr (18–23 décembre 1943)
- Rügen 6 (23–26 décembre 1943)
- Hela (28 décembre 1943 – 1er janvier 1944)

## Affectations
- 8. Unterseebootsflottille du 13 janvier 1943 au 31 octobre 1943 (Flottille d'entraînement).
- 9. Unterseebootsflottille du 1er novembre 1943 au 31 mars 1944 (Flottille de combat).
- 29. Unterseebootsflottille du 1er avril 1944 au 29 avril 1944 (Flottille de combat).

## Commandement
- Leutnant zur See Hans Kolbus du 13 janvier 1943 au 29 avril 1944.